# Луций Корнелий Латиниан (проконсул)
Лу́ций Корне́лий Латиниа́н (лат. Lucius Cornelius Latinianus; II век) — римский государственный деятель эпохи правления императора Адриана, занимавший в это время должность проконсула Азии.

## Биография
Отцом Луция Корнелия был прокуратор Нижней Мёзии, а позднее — Реции, носивший такое же имя. 
Его карьера началась с должности наместника в ранге претора Нижней Паннонии. Затем, в 126 году, Латиниан был легатом-пропретором Верхней Паннонии. Ближе к концу правления Адриана он находился на посту проконсула Азии. Помимо прочего, Латиниан упомянут в Дигестах (48,5,28,6).